# LET・ME・DO!!
「LET・ME・DO!!」（レット・ミー・ドゥー!!）は、スフィアの8枚目のシングル。2011年7月27日にGloryHeavenから発売された。

## 概要
前作「Hazy」から約2ヶ月ぶりのリリースであり、2011年2作目のシングル。
初回限定盤、通常盤の2種リリース。初回限定盤はスリーブケース仕様で、表題曲「LET・ME・DO!!」のPVを収録したDVD、『スフィアのオールナイトニッポンR』の公開録音の参加応募券が同梱されている。2種仕様のリリースは1枚目のシングル「Future Stream」から8作連続。
表題曲「LET・ME・DO!!」は、日本テレビ『スフィアクラブ』のオープニングテーマとして使用されている。なお、グループの楽曲がバラエティ番組の主題歌として起用されるのは初。

### 主な記録
2011年8月8日付のオリコン週間シングルチャートで8位を獲得。初動売上は1.5万枚を記録し前作から0.1万枚増加した。デイリーチャートでは7月26日付で8位、7月27日付で9位、7月28日付から7月30日付までTOP10以降にランクインしていたが、7月31日付のチャートで6位を獲得した。
2011年8月8日付のBillboard JAPAN HOT 100で51位、Billboard JAPAN Hot Singles Salesで8位、Billboard Hot Animationで5位を獲得した。なお、スフィアの作品がBillboard JAPAN HOT 100にランクインするのは前々作「Hazy」以来2作ぶり。Billboard Hot AnimationへのTOP5入りは前々作「MOON SIGNAL」から3作連続。
2011年8月6日放送分のCOUNT DOWN TV内のThis Week's TOP 100では15位を獲得した。

## 批評
CDジャーナルは、「夢を目指して突き進むという気持ちを歌っているポップなロック曲。カップリング曲は高揚感が感じられるエレクトロ・ポップである。」と評した。

## 収録曲
1. LET・ME・DO!! [3:36]
作詞：こだまさおり、作曲：オオヤギヒロオ、編曲：渡辺和紀
  - 日本テレビ『スフィアクラブ』オープニングテーマ
2. Feathering me, Y/N? [5:24]
作詞：畑亜貴、作曲・編曲：平田祥一郎
3. LET・ME・DO!!（Off Vocal）
4. Feathering me, Y/N? （Off Vocal）

DVD(初回限定盤のみ)
1. LET・ME・DO!!（Music Clip）